# Montaña rusa invertida

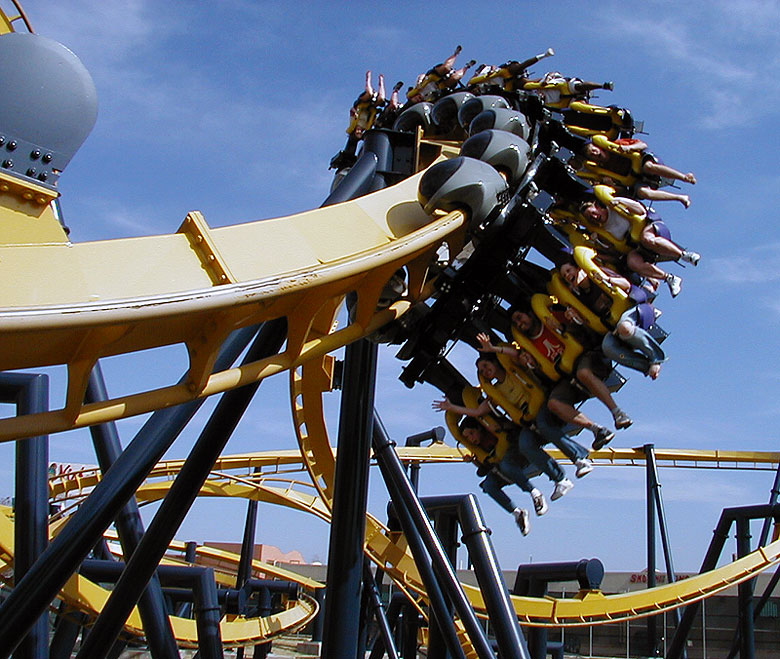
Montaña rusa invertida Batman: The Ride

Las montañas rusas invertidas son un tipo de montañas rusas en las que los pasajeros, en vez de estar sobre los raíles, están bajo estos. A diferencia de las suspendidas, la unión entre raíl y vagón es fija o está muy delimitada. La primera fue Batman: The Ride en Six Flags Great America, abierta en 1992 y diseñada por Bolliger & Mabillard (B&M), de la que luego se construyeron varios clones. 
Sus coches suelen ser muy simples, compuestos tan solo de asientos y arneses. Los pies van colgando en el vacío como en una montaña rusa sin suelo. Su recorrido suele tener varias inversiones y no suelen ser muy altas. Las estaciones tienen una plataforma bajo los trenes para subirse a los coches. Normalmente, para comodidad, esta plataforma asciende durante la carga.
Los elementos más comunes en estas atracciones, son:
- Loop
- Cobra roll
- Sidewinder
- Corkscrew
- Heartline roll
- Zero-g roll

Algunas veces se las denomina suspendidas. De hecho, SLC significa "suspended looping coaster" (montaña rusa suspendida) pero, pese a ello, son invertidas.
Muchas de estas montañas rusas son modelos prediseñados, como el Batman de Bolliger & Mabillard, o el modelo Suspended Looping Coaster (SLC) de Vekoma, aunque también hay modelos diseñados específicamente para el parque. A continuación, se describen los detalles técnicos de los modelos estándar más importantes.

## Modelos SLC de Vekoma
Construida por Vekoma, tiene las siguientes versiones: SLC 689 y SLC 662, de similar recorrido, pero diferente tamaño. El modelo de pista es el MK1200 I, es un modelo con un recorrido bastante compacto.

Su recorrido consiste en una caída lateral seguida de un heartline roll, luego una colina, a continuaciãn un sidewinder, después dos sacacorchos, a continuación, se gira 180°, y se pasa a los frenos. En total 5 inversiones.
| Caract.                  | SLC 662                                                                            | SLC 689 |
| ------------------------ | ---------------------------------------------------------------------------------- | --- |
| Longitud                 | 662 m                                                                              | 689 m |
| Altura                   | 31 m                                                                               | 33,3 m |
| Duración min:s           | 2:02                                                                               | 1:36 |
| Velocidad máx (km/h)     | 80                                                                                 | 80 |
| Capacidad por tren       | 14 (2×7)                                                                           | 14 (2×7) |
| Capacidad por hora       | 900                                                                                | 1040 |
| N.º del mundo (JUL-2005) | 2                                                                                  | 27 |
| Ejemplos                 | - El Condor, Walibi Holland (Países Bajos) - T3, Kentucky Kingdom (Estados Unidos) | - Batman The Ride, Six Flags México (México) - Titánide, Terra Mítica (España) - El Desafío, Parque de la Costa (Argentina) |

## Modelos SLC extendidos de Vekoma
Es una variante del modelo SLC, pero con una hélice justo antes de los frenos finales. Por esto son más largas que las dos anteriores y su recorrido dura algo más. También tienen vías de tipo MK1200 I. También hay dos variantes: SLC765 y SLC 787.
| Caract.                  | SLC 787                                                                              | SLC 765                                                           |
| ------------------------ | ------------------------------------------------------------------------------------ | ----------------------------------------------------------------- |
| Longitud                 | 787 m                                                                                | 765 m                                                             |
| Altura                   | 31 m                                                                                 | 33,3 m                                                            |
| Duración min:s           | 1:50                                                                                 | 1:42                                                              |
| Velocidad máx (km/h)     | 72                                                                                   | 80                                                                |
| Capacidad por tren       | 20 (2×10)                                                                            | 20 (2×10)                                                         |
| Capacidad por hora       | 500                                                                                  | 1010                                                              |
| N.º del mundo (JUL-2005) | 2                                                                                    | 5                                                                 |

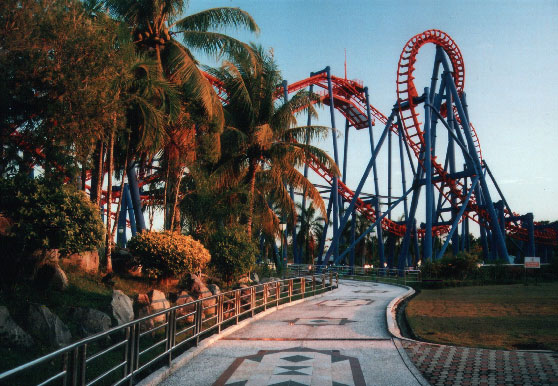
Pusing Lagi, en Jerudong Park, Brunéi. Modelo SLC 787, no se ve la hélice final.

| Ejemplos                 | - Hanging Roller Coaster, Suzhou Amusement Land (Japón) - Pusing Lagi, Jerudong Park | - Jaguar, Isla Mágica (España) - Blue Tornado, Gardaland (Italia) |

## Batman de Bolliger & Mabillard
Es un modelo estándar de B&M. Su recorrido es: después de la subida, hay una caída de lado hacia la izquierda, después un loop, a continuación un zero g roll, luego otro loop, después una serie de curvas, dos corkscrews, y se frena. En total 5 inversiones.

| Caract.                  | Inverted Coaster (Batman)                                                                                   |
| ------------------------ | --- |
| Longitud                 | 823 m |
| Altura                   | 32 m |
| Duración min:s           | 1:15 |
| Velocidad máx (km/h)     | 80 |
| Fuerza g máx             | 4,9 |
| Capacidad por tren       | 28 (4×7) |
| Capacidad por hora       | 1300 |
| N.º del mundo (JUL-2005) | 12 |

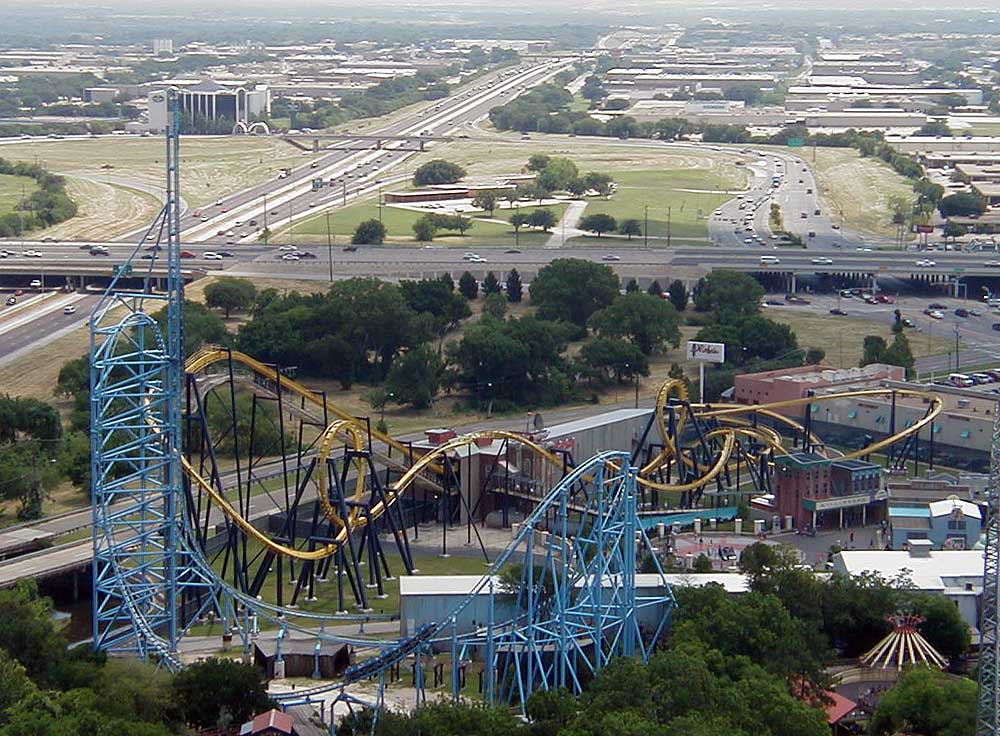
Batman the ride en Six Flags over Texas. En primer plano Mr. Freeze.

| Ejemplos                 | - Batman: Arkham Asylum, Parque Warner Madrid (España) - Great White, SeaWorld San Antonio (Estados Unidos) |